# 절대금주주의

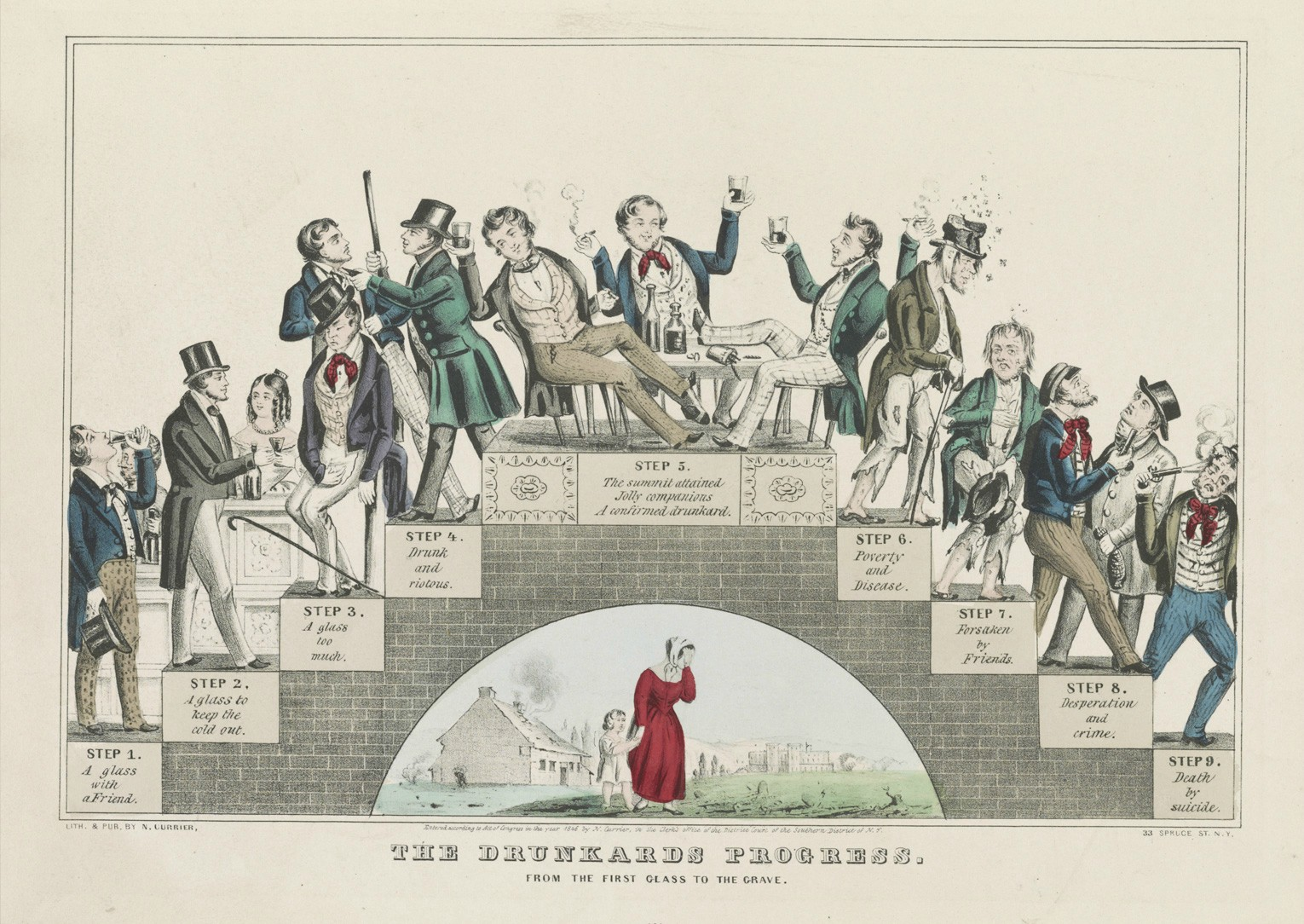
금주 운동을 지지하는 나다니엘 커리어의 석판화: Drunkard's Progress (1846년 1월)

절대금주주의(絶對禁酒主義)는 술을 마시는 것으로부터 자신을 억제하는 행위를 말한다. 절대금주주의운동은 19세기 초 잉글랜드 프레스턴에서 처음 시작하였다. 1833년 조지프 리베시(Joseph Livesey)가 프레스턴 금주회(Preston Temperance Society)를 창설하면서 약제를 제외한 일체의 술을 금하는데 동의한다고 이야기하였다.

## 어원
절대금주주의의 영어 낱말 teetotalism(티토털리즘)은 1833년 프레스턴 금주회의 한 모임에서 비롯하였다. 금주회의 일원이었던 리처드 토너는 "I’ll be reet down out-and-out t-t-total for ever and ever"라는 발언을 하였는데 여기서 Total의 t가 두 번 발언된 데에서 기원한다.

## 같이 보기
- 금주 운동